# خانه محمد علی امینی
خانه محمد علی امینی مربوط به دوره پهلوی اول است و در شیراز، محله سنگ سیاه، کوچه مغنی‌ها، پلاک ۲۹ واقع شده و این اثر در تاریخ ۱۰ خرداد ۱۳۸۲ با شمارهٔ ثبت ۸۹۸۱ به‌عنوان یکی از آثار ملی ایران به ثبت رسیده است.